# Fallo

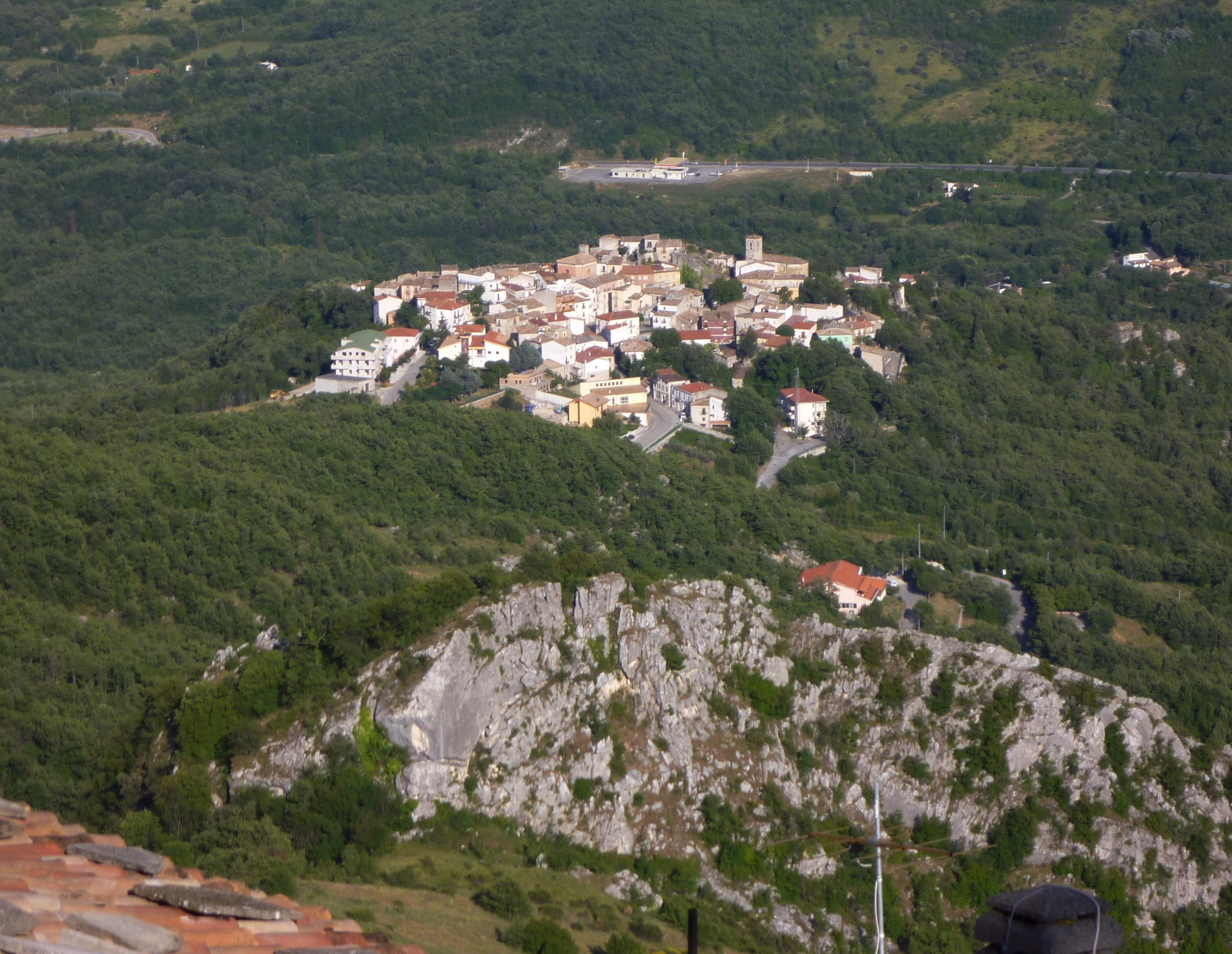
Blick auf Fallo

Fallo ist eine Gemeinde (comune) in Italien mit 116 Einwohnern in der Provinz Chieti in den Abruzzen. Sie liegt etwa 47 Kilometer südsüdöstlich von der Provinzhauptstadt Chieti entfernt am Sangro und gehört zur Comunità Montana Medio Sangro.